# 手紙返信
「手紙返信」（てがみへんしん）は、Aqua Timezの3作目の配信限定シングル。2014年4月2日に配信開始された。

## 概要
前作「ほんとはね」以来、約6年ぶりの配信限定シングル。
2014年3月14日名古屋・3月26日大阪・3月28日東京で行われたファンクラブツアーにて初披露された。

## 収録曲
1. 手紙返信 [3:35]
この楽曲はこれまで受け取ったファンレターに返信をしたい、という気持ちから制作された。
vo.太志が「自分も弱さを曝け出して作った」というこの楽曲は、2月にデモ段階の楽曲がYoutubeにて公開された。

| スタブアイコン | サブスタブ | この項目は、まだ閲覧者の調べものの参照としては役立たない、シングルに関連した書きかけの項目です。この項目を加筆・訂正などしてくださる協力者を求めています（P:音楽/PJ:楽曲）。 |